# Västsamiska språk

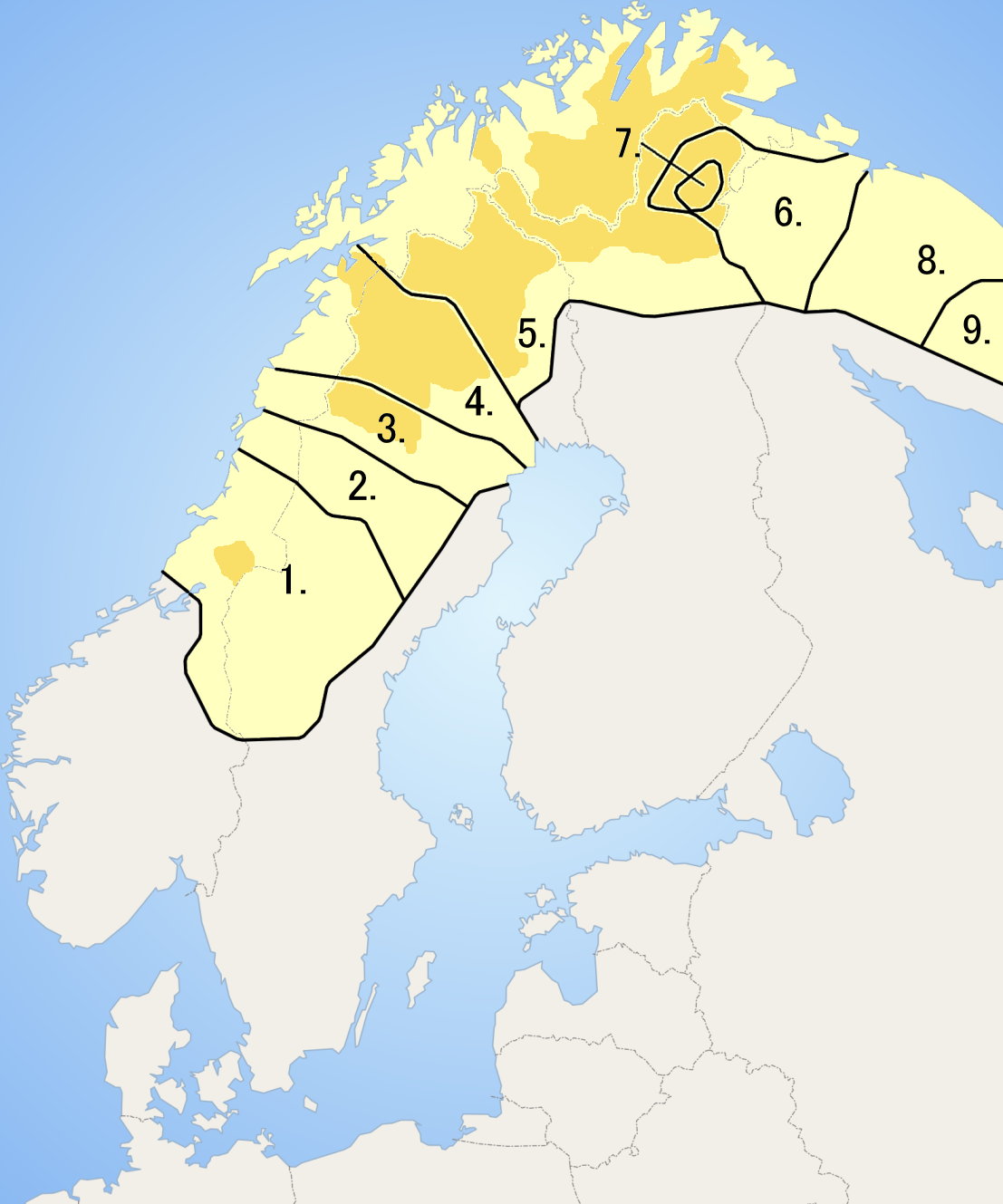
Karta över samiska språks utbredning: De västsamiska språken motsvarar siffrorna 1–5. 1. sydsamiska, 2. umesamiska, 3. pitesamiska, 4. lulesamiska, 5. nordsamiska. Mörkare gult anger kommuner där samiska har officiell språkstatus.

Västsamiska språk är en undergrupp av samiska språk. Dessa språk ingår i sin tur i den uraliska språkfamiljen. Den andra huvudgrupperingen av samiska språk är östsamiska språk.

## Indelning

### Grundläggande
Indelningen av de västsamiska språkvarieteterna varierar, men man talar huvudsakligen om fem:
- Nordsamiska
- Lulesamiska
- Pitesamiska (arjeplogsamiska)
- Umesamiska
- Sydsamiska

### Detaljerad
Dessutom finns en mer detaljerad indelning som går ner på dialektnivå. Den kan motsvara följande listning:
- Västsamiska
  - nordsamiska (davvisámi/davvisámegiella, omkring 20 000 talare)
    - "nordlig grupp"
      - sjösamiska[1]
      - finnmarkssamiska[1]
        - västlig variant[1]
        - östlig variant[1]

      - tornesamiska[1]
        - finsk variant (västra Enontekiö etc)[1]
        - karesuandosamiska (Norge och Sverige)[1]
        - jukkasjärvimålet (Sverige och Norge)[1]
        - kaitum (Sverige)[1]

    - "västlig grupp"
      - lulesamiska (julevsámegiella, 1 500–2 000 talare)[2]
        - nordlig variant[1]
        - central variant[1]
        - sydlig variant[1]

      - pitesamiska eller arjeplogsamiska (30–50 talare)

  - sydsamiska språk
    - umesamiska (omkring 20 talare)
    - sydsamiska (omkring 500 talare)
      - åselesamiska[1]
      - jämtlandssamiska[1]